# Bioculus
Genre
Bioculus est un genre de scorpions de la famille des Diplocentridae.

## Distribution
Les espèces de ce genre sont endémiques du Mexique.

## Liste des espèces
Selon The Scorpion Files (01/06/2020) :
- Bioculus caboensis (Stahnke, 1968)
- Bioculus cerralvensis Stahnke, 1968
- Bioculus comondae Stahnke, 1968
- Bioculus cruzensis Stahnke, 1968
- Bioculus parvulus Martin-Frias, 2004

## Publication originale
- Stahnke, 1968 : Some diplocentrid scorpions from Baja California del Sur, Mexico. Proceedings of the California Academy of Sciences, vol. 35, no 14, p. 273–320 (texte intégral).